# 皖中平原

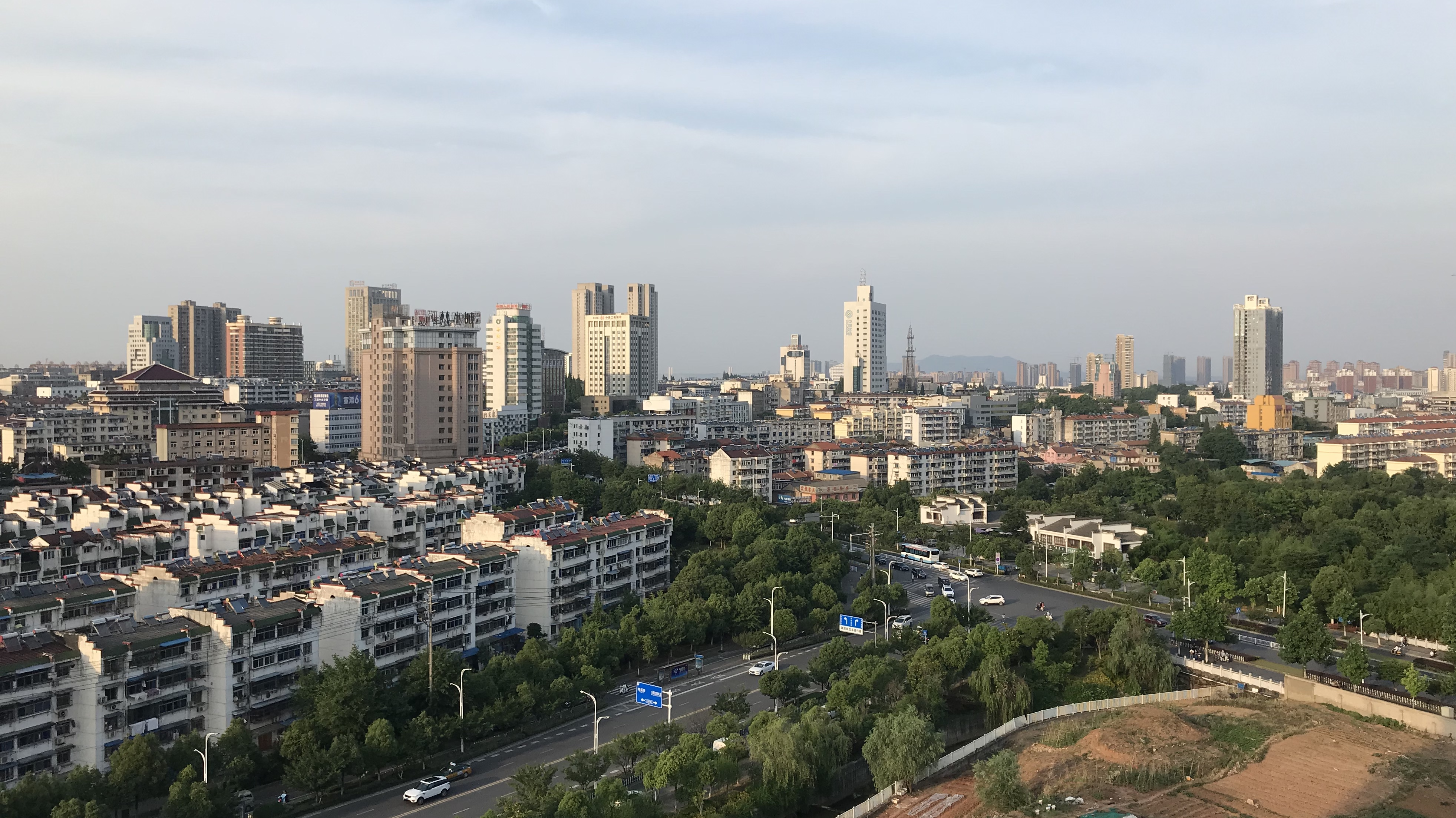
宣城市景

皖中平原又稱皖中沿江平原位於安徽省中南部长江沿岸和巢湖附近，呈东北向，河谷西侧有山地夹持，連接鄱陽湖平原，屬於皖江城市帶承接產業轉移示範區。